# Caligus aduncus
Caligus aduncus is een eenoogkreeftjessoort uit de familie van de Caligidae. De wetenschappelijke naam van de soort is voor het eerst geldig gepubliceerd in 1959 door Shen & Li.